# Commelinales
Commelinales es el nombre de un taxón de plantas perteneciente a la categoría taxonómica de orden, utilizado en sistemas de clasificación modernos como el sistema de clasificación APG III del 2009 y el APWeb (2001 en adelante), en los que se lo ubica en la subclase Commelinidae de la clase Monocotyledoneae.
El orden está circunscripto por cinco familias (Commelinaceae, Haemodoraceae, Hanguanaceae, Philydraceae y Pontederiaceae) y comprende 812 especies distribuidas en 68 géneros. A pesar de poseer pocas familias y resultar monofilético en los análisis moleculares de ADN, el orden es muy diverso desde el punto de vista de la morfología. De hecho, la unión de todas estas familias en un mismo clado resultó sorprendente, ya que las sinapomorfías quedaron prácticamente restringidas a ciertos caracteres fitoquímicos (como la presencia de fenilfenalenonas) y a algunos caracteres de la semilla (como, por ejemplo, la presencia de un abundante endosperma helobial).

## Descripción
Introducción teórica en Terminología descriptiva de las plantas
Las sinapomorfías que unen al clado: quizás la presencia de fenilfenalenonas, los elementos de vaso escalariformes, las ceras epicuticulares que no están como "agregados tubulares", la cubierta de las semillas formada por dos capas diferentes (testa y tégmen), el endosperma abundante y helobial, la formación de la pared celular en la pequeña cámara calazal precede a la que ocurre en la gran cámara micropilar.
Se conocen rafidios en el tapete en Commelinaceae, Philydraceae y Haemodoraceae, pero su distribución general está poco clara (Hardy y Stevenson 2000, Prychid et al. 2003a).
Puede haber una variación en el patrón de engrosamientos del endotecio que pueden ser interesantes en sistemática (Manning 1996). 
En Hanguanaceae y Pontederiaceae, Tamura et al. (2004) encontró una inserción de cinco pares de bases en el gen matK, pero no en Haemodoraceae, los demás taxones no fueron muestreados.

## Ecología
No poseen micorrizas. 

## Diversidad
La diversidad taxonómica de las monocotiledóneas está presentada en detalle por Kubitzki (1998, 2006).
A continuación se provee una lista de la diversidad de Commelinales. Las descripciones son deliberadamente incompletas. Para más información siga los enlaces.
| Las commelináceas son plantas muy conocidas como ornamentales. Son hierbas suaves y carnosas, a veces suculentas. Sus hojas, en el corte transversal son planas o con forma de "V", y poseen en su base una vaina cerrada. La flor posee un perianto dividido en 3 sépalos y 3 pétalos (aunque a veces el tercer pétalo, de posición abaxial, es de otro color y pequeño e inconspicuo, por lo que parece que hay solo dos pétalos). Los estambres son muy conocidos por poseer filamentos con pelos. Las inflorescencias usualmente nacen por encima de brácteas grandes y foliosas. Las inflorescencias se definen como cimas, poseen muchas flores, y en general se hallan opuestas a las hojas. Las flores de las commelináceas permanecen abiertas por un solo día (se dice que son "fugaces") y frecuentemente son azules o rosas. Las especies de esta familia son nativas de regiones tropicales y templadas de todo el mundo, con la excepción de Europa. |

| Las hanguanáceas, con su único género Hanguana, son hierbas terrestres, robustas, toscas y macizas. Sus hojas poseen pecíolo, y su lámina posee una vena media, muchas venas secundarias paralelas, y venas cruzadas prominentes. Su inflorescencia es una panícula. Sus flores son sésiles, pequeñas, indistinguidas, y aún no fueron descriptas. El carácter más distintivo de esta familia es que los frutos son bayas con una única semilla con forma de tazón. La forma de la semilla se la da la placenta que es rodeada por ella durante el desarrollo. Las hanguanáceas son nativas de Sri Lanka, el sudeste de Asia hasta Palaos y el norte de Australia. |

| Las filidráceas, junto con las dos familias que siguen, son inusuales entre las comelínidas por su perianto que posee 6 tépalos en lugar de 3 sépalos y 3 pétalos. La disposición de las hojas alrededor del tallo (filotaxis) es dística. Poseen hojas isobifaciales-ensiformes (excepto en Philydrella). Poseen inflorescencias pilosas, como lana. Sus flores poseen una simetría bilateral distintiva, con un único estambre en posición abaxial. El verticilo externo de perianto es petaloideo y mucho más pequeño que el verticilo interno según Soltis et al. (2005), pero el verticilo externo es más grande según Stevens en el APWeb (a enero del 2009). Las flores de las filidráceas, al igual que las de las commelináceas, también se abren por un solo día. Son nativas de Australia al sudeste de Asia. |

| Las haemodoráceas crecen típicamente en lugares secos de regiones tropicales y templadas cálidas. Sus hojas son dísticas, equitantes, isobifaciales. Sus inflorescencias son en general cimas helicoides bastante elongadas y bifurcadas. Sus flores poseen tépalos en lugar de sépalos y pétalos, y son de simetría bilateral o enantiostilas. Las flores poseen ovario ínfero en la mayoría de los géneros. Las raíces en uno de los grupos de la familia (en Haemodoroideae) tienen un color rojo distintivo. |

| Los camalotes (o jacintos de agua) y afines (familia de las pontederiáceas) son plantas acuáticas o de humedales, con tallos esponjosos. Las hojas poseen una base envainadora y están diferenciadas en pecíolo y lámina. La lámina posee muchas venas paralelas. La lámina de la hoja más joven envuelve al pecíolo de la hoja más vieja. Las flores poseen 6 tépalos vistosos, son trístilas, enantióstilas, y de simetría bilateral, y también se abren por un solo día. Las inflorescencias (a veces reducidas a una única flor) parecen racimos o espigas, y tienen dos brácteas, alguna de las dos o las dos son foliosas y/o envainadoras. Las flores son azules o amarillas. Son nativas de regiones tropicales y templadas, especialmente del Nuevo Mundo. Pontederia y Eichhornia (el "camalote" o "jacinto de agua") son utilizados como plantas ornamentales acuáticas. Además, el camalote es una conocida maleza que invade lagos, ríos de aguas tranquilas, diques y embalses. |

## Filogenia
Introducción teórica en Filogenia
Todas las familias de las commelinales, tal como se hallan circunscriptas aquí, poseen inflorescencias con muchas flores dispuestas en cimas helicoidales. El tapete de la antera, por otro lado, es del tipo plasmodial o ameboide ya que sus células se fusionan formando una masa de protoplasma llamada periplasmodio que invade el lóculo de la antera y envuelve a los microsporocitos para nutrirlos (Dahlgren y Clifford 1982). Ambos caracteres son compartidos con el orden Zingiberales, probablemente emparentado.
La monofilia de Commelinales se halla sustentada por los análisis moleculares de ADN (Chase et al. 1995a, 2000, 2006, Davis et al. 2004, Linder y Kellogg 1995, Kellogg y Linder 1995, Soltis et al. 2000), pero las sinapomorfías morfológicas son ambiguas. En otras palabras, no hay un conjunto claro de caracteres morfológicos originados en un ancestro común de todas las familias del orden y que sea compartido por todo el grupo de familias.  
El cladograma que resume las relaciones filogenéticas de los miembros de las commelinales es el siguiente (APWeb a enero del 2009):
|  | Commelinaceae |
|  |               |
|  | Hanguanaceae  |
|  |               |

|  | Philydraceae                                                     |
|  |                                                                  |
|  | \| \| Haemodoraceae \| \| \| \| \| \| Pontederiaceae \| \| \| \| |
|  |                                                                  |
|  | Haemodoraceae                                                    |
|  |                                                                  |
|  | Pontederiaceae                                                   |
|  |                                                                  |

|  | Haemodoraceae  |
|  |                |
|  | Pontederiaceae |
|  |                |

|  | Commelinaceae |
|  |               |
|  | Hanguanaceae  |
|  |               |

|  | Philydraceae                                                     |
|  |                                                                  |
|  | \| \| Haemodoraceae \| \| \| \| \| \| Pontederiaceae \| \| \| \| |
|  |                                                                  |
|  | Haemodoraceae                                                    |
|  |                                                                  |
|  | Pontederiaceae                                                   |
|  |                                                                  |

|  | Haemodoraceae  |
|  |                |
|  | Pontederiaceae |
|  |                |

|  | Commelinaceae |
|  |               |
|  | Hanguanaceae  |
|  |               |

|  | Philydraceae                                                     |
|  |                                                                  |
|  | \| \| Haemodoraceae \| \| \| \| \| \| Pontederiaceae \| \| \| \| |
|  |                                                                  |
|  | Haemodoraceae                                                    |
|  |                                                                  |
|  | Pontederiaceae                                                   |
|  |                                                                  |

|  | Haemodoraceae  |
|  |                |
|  | Pontederiaceae |
|  |                |

|  | Commelinaceae |
|  |               |
|  | Hanguanaceae  |
|  |               |

|  | Philydraceae                                                     |
|  |                                                                  |
|  | \| \| Haemodoraceae \| \| \| \| \| \| Pontederiaceae \| \| \| \| |
|  |                                                                  |
|  | Haemodoraceae                                                    |
|  |                                                                  |
|  | Pontederiaceae                                                   |
|  |                                                                  |

|  | Haemodoraceae  |
|  |                |
|  | Pontederiaceae |
|  |                |

El cladograma está basado en Givnish et al. (1999), Hopper et al. (1999), S. W. Graham et al. (2006), Chase et al. (2006) y Saarela et al. (2008). Janssen y Bremer (2004) sugieren un conjunto de relaciones bastante diferente, pero poco probable según el APWeb: [Philydraceae [Hanguanaceae [Haemodoraceae [Commelinaceae + Pontederiaceae]]]]. Givnish et al. (2006b, solo utilizó el gen ndhF) también encontró algo diferente: Philydraceae como hermana del resto, pero el apoyo es bajo.
Graham et al. (2002) notaron un fuerte sostén para la agrupación de [Haemodoraceae + Pontederiaceae]. Estas dos familias comparten una estructura muy particular de la exina (pared exterior de los granos de polen), ya que la misma es no tectada-columelada. 
Philydraceae, como Haemodoraceae, tiene hojas unifaciales (Simpson 1990, Dahlgren et al. 1985). Las dos familias junto con Pontederiaceae tienen células de tanino en el perianto que típicamente es persistente en el fruto, estiloides, y esclereidas en la placenta. Estas 3 familias son relativamente inusuales en el clado Commelinidae debido a su perianto tepaloideo. Philydraceae es hermana de las otras dos, y en esa familia el verticilo externo de perianto es petaloide pero muchos más pequeño que el verticilo interno, mientras que en Haemodoraceae y Pontederiaceae, el verticilo externo es casi igual al interno.
Ha habido mucha discusión sobre la ubicación de Commelinaceae y la de Hanguanaceae. La morfología ubica a Commelinaceae con Eriocaulaceae y Mayacaceae, en el grupo aquí llamado Poales (Stevenson y Loconte 1995), mientras que las secuencias de ADN la ubican con Haemodoraceae, Pontederiaceae, y Philydraceae (Linder y Kellogg 1995, Chase et al. 2000). Por otro lado, en muchos análisis morfológicos, Hanguana (único miembro de Hanguanaceae) se ajusta mejor a Zingiberales, a veces fuertemente (Rudall et al. 1999), si bien no posee el ovario ínfero característico de ese orden. Sin embargo los análisis moleculares sugieren su ubicación en Commelinales, y  Givnish et al. (1999, solo el gen rbcL) y Chase et al. (2005, muchos genes, llegando a un 74 % de apoyo "bootstrap") encontraron a Hanguanaceae como hermana de Commelinaceae (véase también Davis et al. 2004), pero se desconocen las posibles sinapomorfías de este clado, aunque una de ellas podría ser la presencia de cotiledón no fotosintético (APWeb, enero del 2009).
Es posible que las flores con sépalos y pétalos y pelos moniliformes (es decir, formados por una sola cadena de células), caracteres que han sido usados para sostener la existencia de un parentesco con algunos Poales, hayan evolucionado en forma independiente en Commelinaceae, por lo que ambos órdenes no deben estar cercanamente emparentados.
La asociación de familias que resultó en el clado Commelinales fue un resultado filogenético inesperado, como lo demuestran las circunscripciones anteriores del orden. Dahlgren et al. (1985) alió a Haemodoraceae, Philydraceae, y Pontederiaceae, como aquí, pero también a Bromeliaceae, Typhaceae y Velloziaceae (tres familias que actualmente se ubican dentro de Poales). Dentro de su concepto de Bromeliiflorae, Dahlgren et al. (1985) ubicó a Commelinaceae en Commeliniflorae junto con Eriocaulaceae, Mayacaceae, Rapateaceae y Xyridaceae, que ahora se incluyen en Poales. Asimismo consideraron a Hanguanaceae como parte de Asparagales (y también Cronquist 1981), relacionado con Lomandra (que ahora está ubicado en Laxmanniaceae).

## Taxonomía
Introducción teórica en Taxonomía
El orden fue reconocido por el APG III (2009), el Linear APG III (2009) le asignó los números de familia 77 a 81. El orden ya había sido reconocido por el APG II (2003).
Como aquí circunscripto, Commelinales comprende 5 familias y unas 780 especies. En el APWeb (2001 en adelante, sin cambios a enero del 2009), como en el sistema APG III, de 2009, el orden está en el clado de las commelínidas (saubclase Commelinidae), dentro de las monocotiledóneas, y circunscripto como sigue:
- Hanguanaceae (familia n.º 77)
- Commelinaceae (familia n.º 78)
- Philydraceae (familia n.º 79)
- Pontederiaceae (familia n.º 80)
- Haemodoraceae (familia n.º 81)

No hay cambios desde APG II (2003), pero sí es un cambio con respecto al sistema APG, de 1998, que no incluía a la familia Hanguanaceae en este orden.
En el sistema Cronquist, de 1981, este orden estaba en la subclase Commelinidae de la clase Monocotyledoneae (monocotiledóneas) y circunscripta:
- Commelinaceae
- Mayacaceae
- Rapateaceae
- Xyridaceae

Estas tres últimas familias ahora están en Poales.

### Sinonimia
Según el APWeb (visitado en enero del 2009), los siguientes nombres se consideran sinónimos de Commelinales: Haemodorales Hutchinson, Hanguanales Reveal, Philydrales Dumortier, Pontederiales J. D. Hooker, Commelinanae Takhtajan, Pontederianae Reveal y Commelinidae Takhtajan

## Evolución
El grupo troncal Commelinales data de unos 114 millones de años, la divergencia dentro del grupo de unos 110 millones de años (Janssen y Bremer 2004), las fechas en Wikström et al. (2001) son 81-73 y 71-66 millones de años respectivamente.